# Frank Burr Mallory

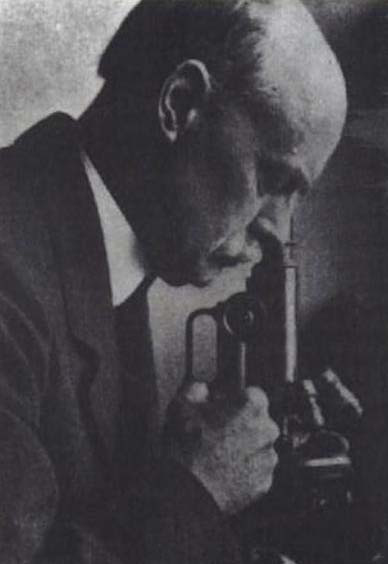
Frank Burr Mallory

Frank Burr Mallory (ur. 12 listopada 1862 w Cleveland, zm. 27 września 1941) – amerykański patolog. Był związany z Boston City Hospital, wykładał patologię w Harvard Medical School. Ojciec George’a Kennetha Mallory’ego.
Na jego cześć nazwano ciałka Mallory’ego.